# Arbedo-Castione
Arbedo-Castione est une commune suisse du canton du Tessin.

## Histoire
Arbedo est un faubourg de Bellinzone célèbre pour la défaite que les Milanais infligèrent aux Confédérés en 1422.

Vue aérienne (1946).

## Monuments et curiosités
Dans le vieux village, l'église paroissiale Santa Maria Assunta d'origine médiévale a été reconstruite et agrandie dès 1625. Dans le chœur se trouvent des fresques de Baldassarre Orelli (vers 1700). Dans les chapelles latérales, le décor est en stuc. Des restes de fresques gothiques sont visibles sur le mur nord de la nef.
Dans la gare de Bellinzone près des réservoirs se tient l'église San Paolo dite église rouge. Dans son cimetière sont ensevelis les Suisses tombés à Arbedo. La première église fut érigée au VIIIe s. puis reconstruite aux XIIe-XIIIe s. et dotée de l'actuel clocher roman. Après 1422, l'édifice fut agrandi et reçut sa forme définitive. À l'intérieur, la nef est couverte d'un plafond en bois datant de 1540 et les parois ornées de fresques du XVe et du XVIe s.

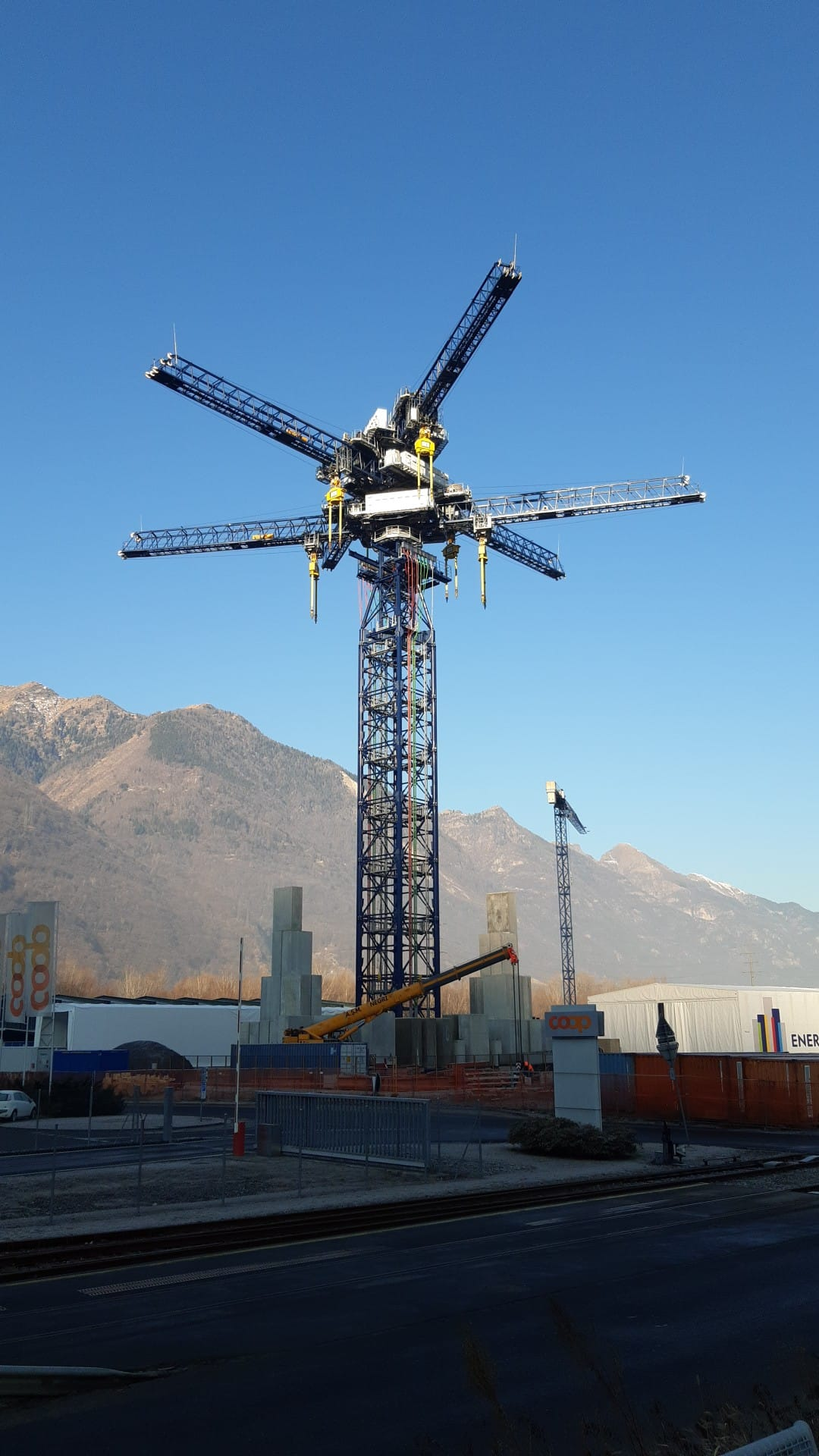
Tour d'essais Energy Vault à Arbedo-Castione, janvier 2022

En 2020, un prototype fonctionnel d'Energy Vault est construit à Arbedo-Castione. Il prend la forme d'une grue-tour de 120 m de haut.